# Lingua gujarātī

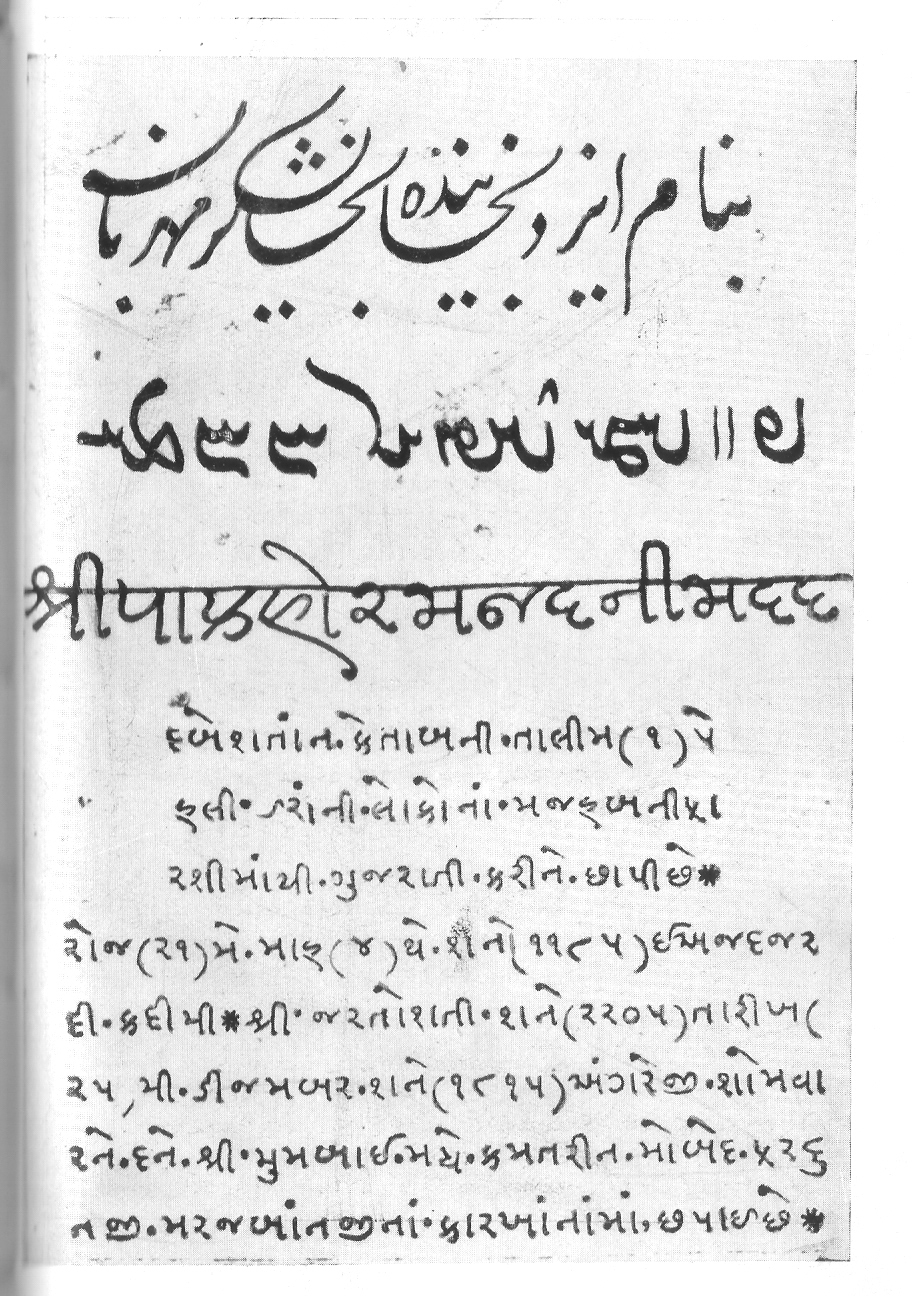
Testo in Gujarati del Dabestan-e Mazaheb e stampato da Fardunji Marzban il 25 dicembre del 1815

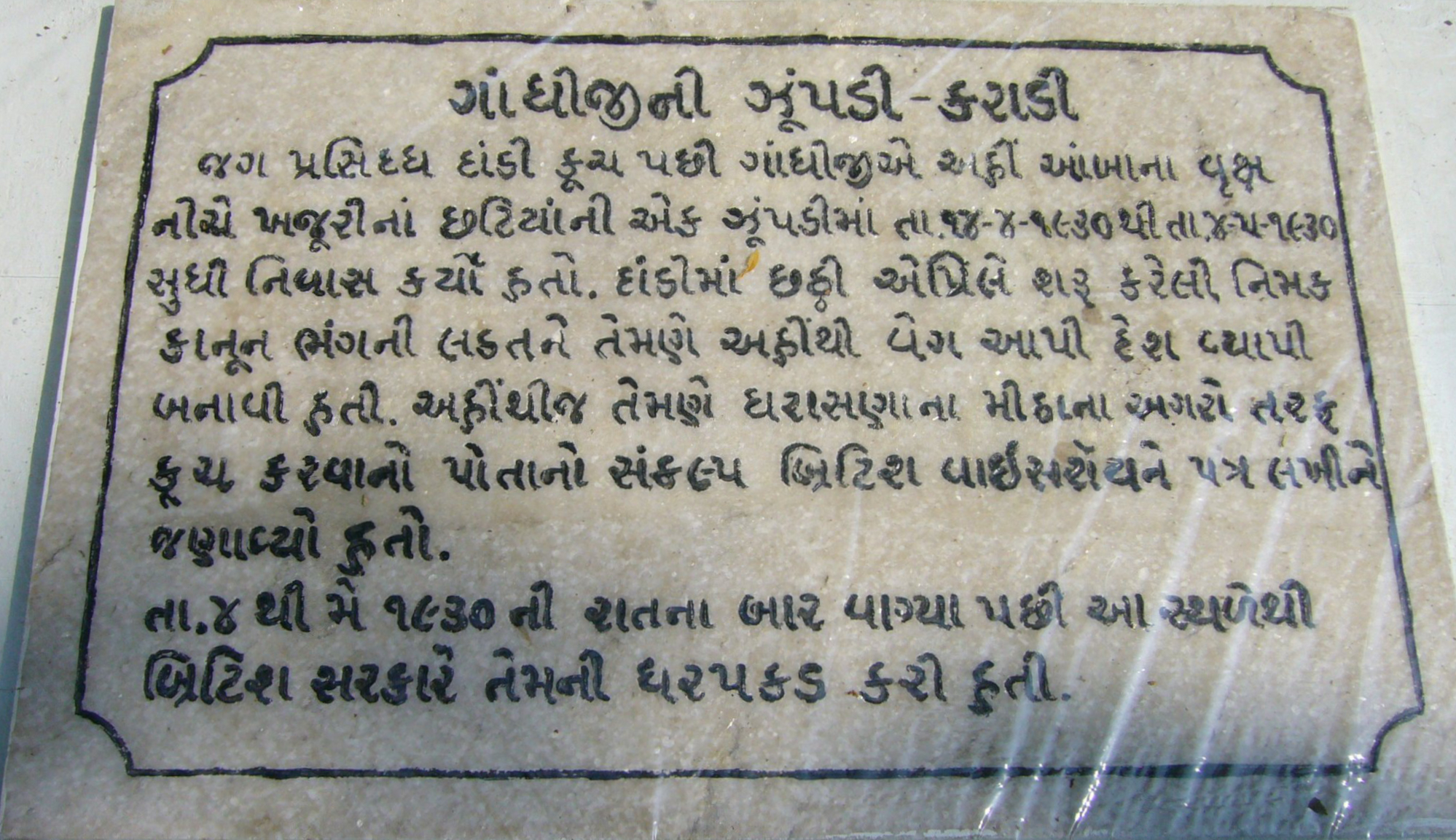
Testo in gujarātī

La lingua gujarātī o gugiarati (nome nativo ગુજરાતી) è una delle lingue ufficiali dell'India.
Al 2022 è parlato da 62 milioni di parlanti totali (in gran parte madrelingua L1) ed è la lingua tradizionale dei Parsi dell'India.
L'alfasillabario gujarati (ગુજરાતી લિપિ, Gujǎrātī Lipi) è strettamente imparentato con quello devanagari: la differenza più notevole tra queste due scritture è che le lettere gujarati non hanno la linea orizzontale superiore che le unisce in una parola.

## Lingua ufficiale
Il gujarātī è una delle 22 lingue ufficialmente riconosciute dall'allegato VIII della Costituzione dell'India. È lingua ufficiale dello stato indiano del Gujarat.

## Gujarātī nel mondo
Paesi con una minoranza gujarātī:
- Bahrein: 2 %
- Bangladesh: 0,05 %
- Regno Unito: 0,5 %
- Burundi: 0,12 %
- Figi: 2,86 %
- India: 4,713 %
- Iran: 0,04 %
- Kenya: 0,41 %
- Madagascar: 0,32 %
- Malawi: 0,297 %
- Malaysia: 0,1 %
- Maldive: 0,2 %
- Birmania: 0,07 %
- Nuova Zelanda: 0,1 %
- Pakistan: 0,6 %
- Ruanda: 0,3 %
- Seychelles: 0,3 %
- Singapore: 0,063
- Sudafrica: 0,35 %
- Tanzania: 0,7 %
- Uganda: 0,9 %
- Zambia: 0,17 %
- Zimbabwe: 0,1769 %

Un distretto francese con una grande popolazione gujarātī è Réunion con 2,5 % di gujarātī.

## Vocabolario

### Categorizzazioni e fonti
Il vocabolario viene suddiviso in tre categorie: tatsam (તત્સમ tatsama), tadbhav (તદ્ભવ tadbhava)  e prestiti dalle lingue arabo-persiano, inglese e portoghese.

## Grammatica
Nel Gujarati gli aggettivi precedono i nomi, l'oggetto diretto viene prima dei verbi ed esistono posposizioni.
L'ordine delle parole è di tipo SOV ed esistono tre generi e due numeri. Non esiste differenza tra articoli definiti e indefiniti.
Un verbo è espresso con la sua radice verbale seguita da suffissi che delineano l'aspetto e l'accordo di quella che è chiamata forma principale con una possibile forma ausiliare che la precede, derivata dal verbo "essere", che evidenzia tempo e umore e mostra anche l'accordo. I passivi e i causativi hanno una base morfologica.

### Dizionari
- Belsare, M.B. (1904) An etymological Gujarati-English Dictionary.
- Deshpande, P.G. (1974) Gujarati-English Dictionary. Ahmadabad: University Granth Nirman Board.
- Deshpande, P.G. (1982) Modern English-Gujarati Dictionary. Bombay: Oxford University Press.
- Deshpande, P.G. & Parnwell, E.C. (1977) Oxford Picture Dictionary. English-Gujarati. Oxford University Press.
- Deshpande, P.G. (1988) Universal English-Gujarati Dictionary. Bombay: Oxford University Press.
- Mehta, B.N. & Mehta, B.B. (1925) The Modern Gujarati-English Dictionary.
- J.T. Platts, A dictionary of Urdu, classical Hindi, and English, London, W. H. Allen & Co, 1884.
- Suthar, B. (2003) Gujarati-English Learner's Dictionary (1 Mb)
- Ralph Lilley Turner, A Comparative Dictionary of the Indo-Aryan Languages, London, Oxford University Press, 1966.

### Grammatiche
- George Cardona, A Gujarati Reference Grammar, University of Pennsylvania Press, 1965.
- G.P. Taylor, The Student's Gujarati Grammar, New Delhi, Asian Educational Services, 1908.
- W.S. Tisdall, A Simplified Grammar of the Gujarati Language, 1892.

### Corsi
- Jagdish Dave, Colloquial Gujarati, 2004ª ed., Routledge, 1995, ISBN 0-415-09196-9.
- Gujarati Literary Academy UK, Text Books 1 to 5, 1985ª ed., Navabharat Sahitya Mandir Mumbai, 1985.
- Rachel Dwyer, Teach Yourself Gujarati, London, Hodder and Stoughton, 1995 (archiviato dall'url originale il 2 gennaio 2008).
- H.M. Lambert, Gujarati Language Course, Cambridge University Press, 1971.

### Fonologia
- T.N. Dave, Notes on Gujarati Phonology, in Bulletin of the School of Oriental Studies, vol. 6, n. 3, 1931,  pp. 673-678, DOI:10.1017/S0041977X00093174.
- J.R. Firth, Phonetic Observations on Gujarati, in Bulletin of the School of Oriental and African Studies, vol. 20, n. 1, 1957,  pp. 231-241, DOI:10.1017/S0041977X00061802.
- P.J. Mistry, Gujarati Phonology, in A.S. Kaye (a cura di), Phonologies of Asia and Africa, Winona Lake, Eisenbrauns, 1997.
- P.B. Pandit, Historical Phonology of Gujarati Vowels, in Language, vol. 37, n. 1, 1961,  pp. 54-66, DOI:10.2307/411249.
- Ralph Lilley Turner, Gujarati Phonology, in Journal of the Royal Asiatic Society, 1921,  pp. 505-544.
- Ralph Lilley Turner, Indo-Aryan Nasals in Gujarati, in Journal of the Royal Asiatic Society, 1915,  pp. 1033-1038.

### Panoramica sulla lingua
- George Cardona e Babu Suthar, Gujarati, in George Cardona e Dhanesh Jain (a cura di), The Indo-Aryan Languages, Routledge, 2003, ISBN 978-0-415-77294-5.
- Andrew Dalby, Gujarati, in Dictionary of languages: the definitive reference to more than 400 languages, New York, Columbia University Press, 1998, ISBN 0-231-11568-7.
- P.J. Mistry, Gujarati, in William Frawley (a cura di), International Encyclopedia of Linguistics, vol. 2, 2nd, Oxford, Oxford University Press, 2003.
- P.J. Mistry, Gujarati, in Jane Garry e Carl Rubino (a cura di), An encyclopedia of the world's major languages, past and present, New England Publishing Associates, 2001.

### Gujarātī antico
- Bender, E. (1992) The Salibhadra-Dhanna-Carita: A Work in Old Gujarati Critically Edited and Translated, with a Grammatical Analysis and Glossary. American Oriental Society: New Haven, Conn. ISBN 0-940490-73-0
- W.N. Brown, An Old Gujarati Text of the Kalaka Story, in Journal of the American Oriental Society, vol. 58, n. 1, 1938,  pp. 5-29, DOI:10.2307/594192.
- Dave, T.N. (1935) A Study of the Gujarati Language in the XVth Century. The Royal Asiatic Society. ISBN 0-947593-30-6
- Tessitori, L.P. (1914–1916) "Notes on the Grammar of Old Western Rajasthani." Indian Antiquary. 43–45.

### Altro
- S.N. Gajendragadkar, Parsi Gujarati, Bombay, University of Bombay, 1972.
- Colin Masica, The Indo-Aryan Languages, Cambridge, Cambridge University Press, 1991, ISBN 978-0-521-29944-2.
- P.J. Mistry, Gujarati Writing, in Daniels e Bright (a cura di), The World's Writing Systems, Oxford University Press, 1996.